# 愛知県企業庁
愛知県企業庁（あいちけんきぎょうちょう）は、愛知県の地方公営企業である。愛知県において、水道事業、工業用水道事業、用地造成事業を行っている。

## 事業

### 水道事業
- 愛知県水道用水供給事業

### 工業用水道事業
- 愛知用水工業用水道
- 西三河工業用水道
- 東三河工業用水道
- 尾張工業用水道

### 用地造成事業
- 中部臨空都市　空港島（中部国際空港）
- 中部臨空都市　空港対岸部
- 額田南部地区
- 岡崎東部地区
- 新城南部地区
- 豊橋石巻西川地区
- 稲沢三宅地区
- 衣浦14号地
- 御津地区
- 神野西地区
- 田原地区